# Chessmaster (videogioco 1999)
Chessmaster è un videogioco di scacchi pubblicato nel 1999 per la console portatile Game Boy Color dalla Mindscape.
Fa parte della longeva serie di Chessmaster ed è l'unico titolo uscito per questa piattaforma; per quanto riguarda le console, fu seguito da Chessmaster (2002) per Game Boy Advance.